# قلم تک‌فاصله

Courier یک تایپ‌فیس رایج تک‌فاصله است.

وزیرکد(پایین) نمونه یک قلم تک‌فاصله فارسی است.

Proportional (left) and tabular (right) figures. The font shown is Hepta Slab.

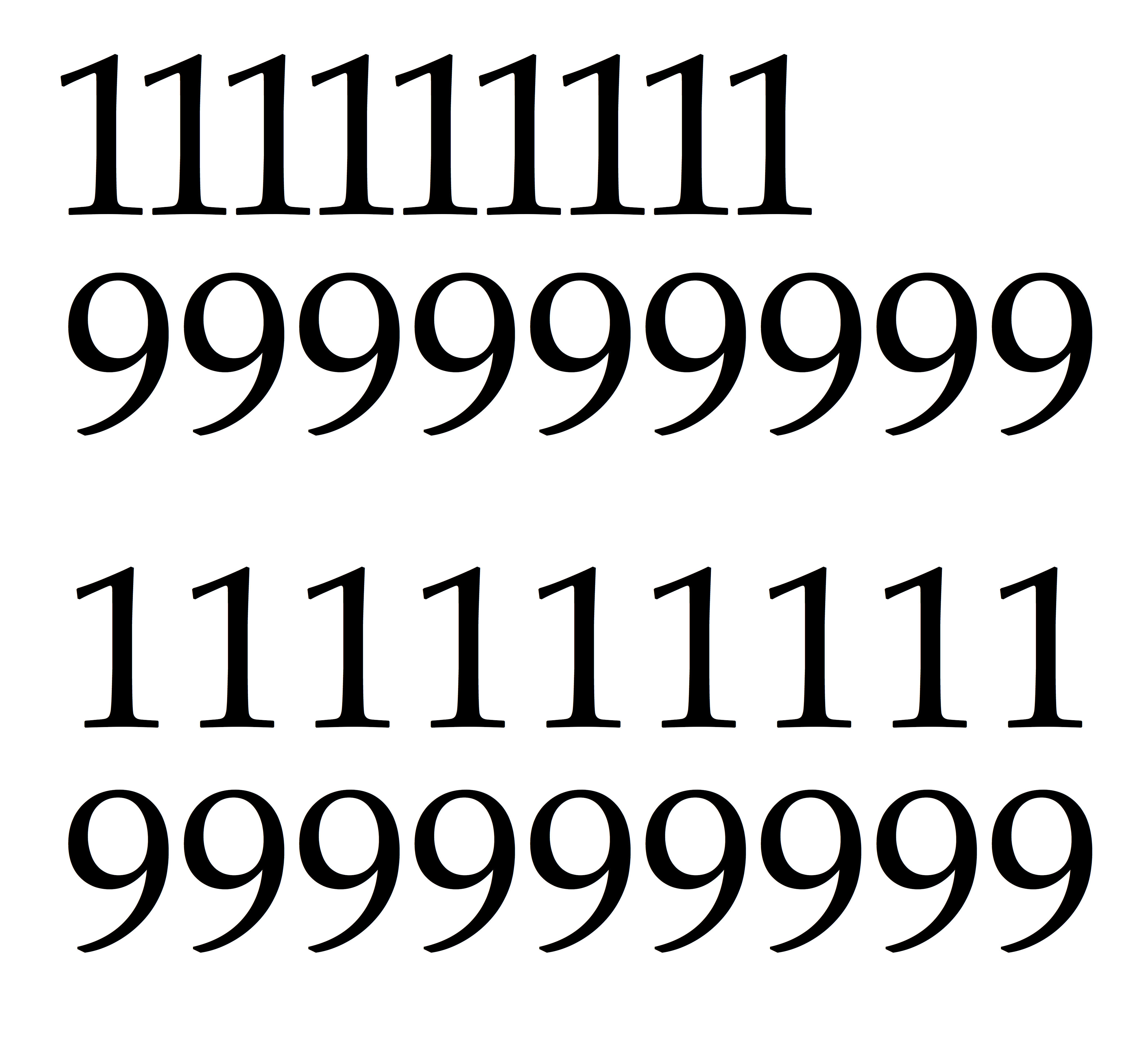
Proportional (upper) and tabular (lower) figures. The font shown is Palatino.

قلم تک‌فاصله (به انگلیسی: Monospaced font) به قلمی گفته می‌شود که همهٔ حروف تایپ‌شده با آن قلم در یک خط افقی پهنای یکسانی را اشغال کنند.
قلم‌های تک‌فاصله معمولاً برای قالب‌بندی متن در جایی که نیاز به مقایسهٔ طول رشته‌ها باشد استفاده می‌شوند. این نوع قلم همچنین در محیط‌های برنامه‌نویسی برای نمایش کدها به کار می‌رود. از آنجایی که ماشین‌های تحریر تا مدت‌ها تنها می‌توانستند قلم‌های تک‌فاصله را تایپ کنند، گاهی از قلم‌های تک‌فاصله برای ایجاد حس نوشته‌های حاصل از ماشین‌تحریر در بیننده استفاده می‌کنند.
یکی از قلم‌های رایج تک‌فاصله قلم Courier است.